# Österreichische Handballmeisterschaft (Frauen) 2019/20
Die 49. Saison der Women Handball Liga Austria (WHA) begann am 7. September 2019.
In der höchsten österreichischen Frauenliga waren 12 Mannschaften vertreten.

## Modus
Im Grunddurchgang spielten die zwölf Mannschaften ein Doppelrundenturnier. Der Modus blieb unverändert: die beiden Erstplatzierten sind für das Finale qualifiziert, das im Europacup-Modus entschieden wird.

## Grunddurchgang (Stand bei Abbruch der Meisterschaft)
| Pl. | Verein                                | Sp. | S  | U | N  | Tore    | Diff. | Punkte |
| --- | ------------------------------------- | --- | -- | - | -- | ------- | ----- | ------ |
| 1.  | Hypo NÖ                               | 15  | 14 | 0 | 1  | 493:269 | +224  | 28     |
| 2.  | WAT Atzgersdorf                       | 16  | 13 | 0 | 3  | 450:329 | +121  | 26     |
| 3.  | MGA Fivers                            | 15  | 10 | 1 | 4  | 401:363 | +38   | 21     |
| 4.  | UHC Müllner Bau Stockerau             | 16  | 9  | 2 | 5  | 448:450 | −2    | 20     |
| 5.  | Roomz Hotels ZV Handball Wr. Neustadt | 16  | 9  | 0 | 7  | 403:416 | −13   | 18     |
| 6.  | SC kelag Ferlach/Feldkirchen          | 16  | 7  | 2 | 7  | 421:439 | −18   | 18     |
| 7.  | Perchtoldsdorf Devils/Vöslauer HC     | 16  | 7  | 1 | 8  | 453:454 | −1    | 15     |
| 8.  | HC Sparkasse BW Feldkirch             | 16  | 7  | 0 | 9  | 407:416 | −9    | 14     |
| 9.  | HIB Handball Graz                     | 16  | 6  | 2 | 8  | 459:492 | −33   | 14     |
| 10. | SSV Dornbirn Schoren                  | 16  | 6  | 1 | 9  | 400:439 | −39   | 13     |
| 11. | UHC Eggenburg                         | 16  | 1  | 1 | 14 | 409:507 | −98   | 3      |
| 12. | ATV Auto Pichler Trofaiach            | 16  | 1  | 0 | 15 | 359:529 | −170  | 2      |

Die MGA Fivers hatten einen sensationellen Start: in der Auftaktrunde gewannen sie gegen Hypo Niederösterreich mit 20:19 und fügten den Südstädterinnen damit die erste WHA-Heimniederlage der Geschichte zu. In der zweiten Runde besiegten sie auch WAT Atzgersdorf auswärts mit 22:21.
Im EHF-Cup waren WAT Atzgersdorf als österreichischer Meister und Hypo Niederösterreich als Pokalsieger spielberechtigt und wurden in der ersten Qualirunde gegeneinander gelost. Hypo gewann das Heimspiel gegen Atzgersdorf nach guter Leistung 22:17 und blieb auch im Rückspiel, in dem beide Teams sehr nervös agierten, mit 19:14 erfolgreich. Für die Südstädterinnen kam allerdings gleich in Qualirunde 2 das Aus gegen den ungarischen Klub Váci NKSE.
Im Grunddurchgang entwickelte sich zwischen WAT Atzgersdorf, Hypo Niederösterreich und MGA Fivers ein Dreikampf um die Finalplätze. Die Fivers schwächelten in der Rückrunde ein wenig und fielen schließlich auf den dritten Platz zurück, nachdem sie das Heimspiel gegen Atzgersdorf mit 24:30 verloren hatten. Hypo gelang es auch in der Meisterschaft, die Atzgersdorferinnen in einem spannenden Spiel auswärts mit 25:22 zu bezwingen. Die Südstädterinnen fuhren häufig sehr deutliche Siege ein. Nach einer 16:17-Niederlage in Dornbirn hatte Atzgersdorf im Kampf um den Sieg im Grunddurchgang schlechte Karten.
Im Februar 2020 traten in Österreich die ersten COVID-19-Fälle auf, am 8. März 2020 fanden die letzten Meisterschaftsspiele der WHA statt. Noch bevor die am 11. März 2020 angesetzte Partie MGA Fivers - Hypo NÖ über die Bühne gehen konnte, wurde die Meisterschaft aufgrund der von der Regierung gesetzten Pandemie-Maßnahmen unterbrochen. Am 1. April 2020 entschied der ÖHB sich zum Abbruch der laufenden Handballmeisterschaften. Zu diesem Zeitpunkt führte Hypo Niederösterreich und hatte ausgezeichnete Chancen, den Grunddurchgang als Erster zu beenden, allerdings waren noch die Rückrundenpartien gegen MGA Fivers und WAT Atzgersdorf ausständig.